# Razak Nuhu
Razak Nuhu   (Tamale, 14 de maig de 1991) Abdul Razak Nuhu és un futbolista internacional ghanès que juga com a lateral esquerre.

## Trajectòria de club
Nuhu va fitxar pel Manchester City anglès el febrer de 2011. Immediatament va ser cedit al club noruec Strømsgodset, on va fer el seu debut professional. Nuhu es va traslladar de nou amb una cessió de sis mesos al Club xipriota Apollon Limassol el 30 de gener de 2014. El 24 de juny de 2014, Nuhu va signar un contracte de tres anys amb l'Anorthosis Famagusta. El 3 de juny de 2016, Nuhu va ser alliberat per l'Anorthosis després d'un període de dos anys amb l'equip xipriota.
El 10 de març de 2017, Nuhu es va unir al Fredrikstad noruec.
El 10 de juliol de 2018, l'Al-Washm va fitxar el defensa ghanès.

## Carrera internacional
Nuhu va fer el seu debut internacional sènior amb Ghana el 2012.

## Vida personal
Razak és el germà gran del futbolista Rashid Nuhu.